# Guillermo Burdisso
Guillermo Enio Burdisso (* 24. April 1988 in Altos de Chipión) ist ein argentinischer Fußballspieler. Sein älterer Bruder Nicolás Burdisso war ebenfalls Fußballspieler.

## Vereinskarriere
Burdisso begann seine professionelle Karriere 2009 bei Rosario Central. Nach eineinhalb Jahren wechselte er nach Italien und spielte eine Saison für den AS Rom, wo sein älterer Bruder Nicolás ebenfalls hinwechselte. Die Brüder wurden vom Klub ausgeliehen. Nicolás Burdisso blieb in Rom, während Guillermo nach Argentinien zurückkehrte und an Arsenal de Sarandí verliehen wurde. In der Saison 2011/12 gewann Burdisso mit seinen Mannschaftskollegen die argentinische Meisterschaft.
Nach seinem ersten Meistertitel wechselte er zum Traditionsklub Boca Juniors. Bislang kam Burdisso bei Boca Juniors zu 29 Ligapartien und erzielte dabei drei Tore. Am 3. Februar 2013 wurde Burdisso an Galatasaray Istanbul verliehen. Galatasaray besaß für den Innenverteidiger eine Kaufoption in Höhe von drei Millionen Euro. Burdisso kam in der Liga zu einem Einsatz und drei Spielen im Pokal. Am Ende der Saison zog Galatasaray nicht die Kaufoption für den Abwehrspieler.

## Nationalmannschaft
Burdisso gab sein Debüt für Argentinien am 27. Januar 2010 im Freundschaftsspiel gegen Costa Rica. Im selben Spiel traf er auch gleich das Tor. Sein zweites und bislang letztes Länderspiel für die Albiceleste folgte am 17. November 2010 gegen Brasilien.

## Erfolge
Mit Arsenal de Sarandí
- Argentinische Meister des Modus Apertura/Clausura: 2012

Mit Galatasaray Istanbul
- Türkischer Fußballpokal: 2014

Mit Boca Juniors
- Argentinischer Meister: 2015
- Argentinischer Pokal: 2015